# Stanisław Streich
Stanisław Streich (ur. 27 sierpnia 1902 w Bydgoszczy, zm. 27 lutego 1938 w Luboniu) – polski ksiądz katolicki, zamordowany przez komunistycznego zamachowca (Wawrzyńca Nowaka) podczas mszy św. z udziałem dzieci, odprawianej w kościele św. Jana Bosko w Luboniu. Błogosławiony Kościoła katolickiego.

## Życiorys
Stanisław Streich przyszedł na świat 27 sierpnia 1902 roku w Bydgoszczy, przy ul. Pomorskiej 53, jako syn Franciszka i Władysławy z domu Birzyńskiej. Święcenia kapłańskie przyjął 6 czerwca 1925 roku, ukończywszy seminarium w Poznaniu. W latach 1925–1927 studiował filozofię klasyczną na Uniwersytecie Poznańskim, był też kapelanem sióstr urszulanek, a także uczył religii w poznańskiej szkole handlowej. W roku 1927 został wikariuszem w parafii św. Floriana w Poznaniu. W 1928 roku wyjechał do Koźmina, aby nauczać religii w męskim seminarium nauczycielskim. W 1929 r. został wikarym w parafii Bożego Ciała w Poznaniu, a w 1932 r. wikarym w parafii św. Marcina w Poznaniu. Od 1933 r. pełnił funkcję proboszcza parafii w Żabikowie (pw. św. Barbary), po zdaniu egzaminu proboszczowskiego 1 lipca. Od razu podjął starania o wzniesienie w okolicy nowego kościoła – we wsi Luboń. W 1935 roku powstała parafia św. Jana Bosko (wyodrębniona z parafii żabikowskiej), której pierwszym proboszczem został 1 października 1935 roku.

## Okoliczności śmierci

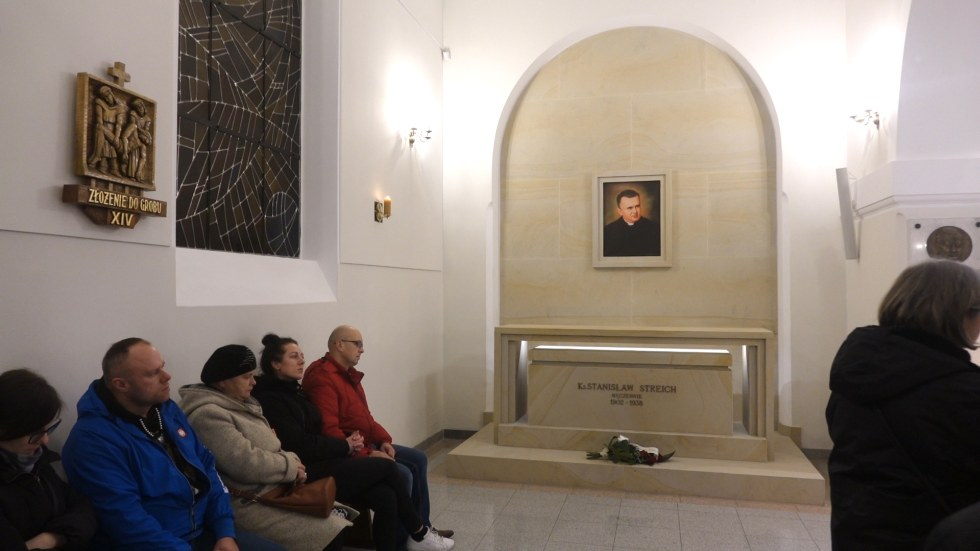
Sarkofag ks. Stanisława Streicha

27 lutego 1938 roku, w trakcie przedpołudniowej mszy św. z udziałem dzieci, ksiądz kierując się w stronę ambony, by odczytać Ewangelię i wygłosić kazanie, został dwukrotnie postrzelony przez mężczyznę ubranego w czarny płaszcz. Jedna z kul trafiła księdza w twarz, druga utkwiła w ewangeliarzu. Morderca oddał jeszcze dwa kolejne strzały w plecy księdza. Według relacji sądowej kościelnego Franciszka Krawczyńskiego i innych świadków, zabójca wbiegł na ambonę wznosząc hasła: „Niech żyje komunizm!” oraz „Wynoście się z kościoła, to za waszą wolność!”. Kościelny, słysząc strzały, wybiegł z zakrystii i rzucił się na zamachowca, chwytając jego rękę uzbrojoną w pistolet. Doszło do szamotaniny, podczas której padły kolejne strzały: Krawczyński został ranny w prawą skroń i lewy bark, pociski zraniły również dwie inne osoby. Morderca usiłował uciec przez niewykończoną nawę główną, ale tam został ujęty i rozbrojony przez trzech mężczyzn. Tłum chciał go zlinczować. Zaprowadzono go do dworcowej poczekalni w pobliżu kościoła. Skutego w kajdanki przewieziono pociągiem do Poznania. 21 marca 1938 r. 47-letni Wawrzyniec Nowak, bo takie nazwisko nosił zabójca księdza Streicha, został skazany na karę śmierci przez sąd okręgowy w Poznaniu. Oficjalnie 28 stycznia 1939 r. wyrok wykonano, choć istnieją przesłanki, by zakwestionować ten fakt.
Grób księdza znajdował się w pobliżu kościoła parafialnego, którego był proboszczem.

## Proces beatyfikacyjny
28 października 2017 roku rozpoczął się proces beatyfikacyjny ks. Stanisława Streicha. Od tego czasu przysługiwał mu tytuł Sługi Bożego. 13 kwietnia 2019 roku zakończył się diecezjalny etap procesu beatyfikacyjnego ks. Streicha. Dalszym etapem procesu beatyfikacyjnego było postępowanie w Kongregacji ds. Świętych w Watykanie. Dnia 20 stycznia 2024 roku dokonano ekshumacji i kanonicznego rozpoznania szczątków księdza Stanisława. Przeniesiono je do sarkofagu w nawie bocznej kościoła św. Jana Bosko w Luboniu. 23 maja 2024 roku papież Franciszek zatwierdził dekret o męczeństwie ks. Stanisława Streicha, co otworzyło drogę do jego beatyfikacji. Odtąd przysługiwał mu tytuł Czcigodnego Sługi Bożego. 
24 maja 2025 roku ks. Stanisław Streich został beatyfikowany i ogłoszony błogosławionym podczas eucharystii na placu archikatedry św. Piotra i Pawła w Poznaniu; aktu dokonał prefekt Dykasterii Spraw Kanonizacyjnych kard. Marcello Semeraro – w imieniu papieża Leona XIV.
W dniu beatyfikacji arcybiskup Zbigniew Zieliński, metropolita poznański, ustanowił diecezjalne sanktuarium bł. Stanisława Streicha w kościele św. Jana Bosko w Luboniu.
Jego wspomnienie liturgiczne obchodzone jest 27 lutego.